# Nazim Babayev
Nazim Tahir oğlu Babayev (* 8. Oktober 1997 in Baku) ist ein aserbaidschanischer Leichtathlet, der sich auf den Dreisprung spezialisiert hat. Sein bislang größter sportlicher Erfolg war der Sieg bei den Halleneuropameisterschaften 2019 in Glasgow.

## Sportliche Laufbahn
Nazim Babayev nimmt seit 2013 an internationalen Meisterschaften teil. Nach dem Sieg bei den nationalen Titelkämpfen gewann er Gold beim Europäischen Olympischen Sommer-Jugendfestival in Utrecht mit persönlicher Bestweite von 15,53 m. 2014 nahm er an den zweiten Olympischen Jugendspielen in Nanjing teil. Mit einer Weite von 15,96 m gewann er die Bronzemedaille. 2015 nahm er erstmals an internationalen Titelkämpfen im Erwachsenenbereich teil, so bei Halleneuropameisterschaften in Prag. Dort scheiterte er allerdings in der Qualifikation und landete am Ende auf dem 17. Platz. Später im Jahr in der Freiluft gewann er bei den U20-Europameisterschaften in Eskilstuna mit persönlicher Bestleistung von 17,04 m die Goldmedaille. Zuvor gewann er auch bei den erstmals ausgetragenen Europaspielen in seinem Heimatland die Goldmedaille, allerdings traten dort nur die Leichtathletiknationen aus der sogenannten dritten Liga im Rahmen der Team-Europameisterschaft an.
2016 nahm Babayev an den Hallenweltmeisterschaften in Portland teil. Dort wurde er mit einer Weite von 16,43 m Achter. Im Rest des Jahres konnte er keine Topplatzierungen erspringen. Bei den U20-Weltmeisterschaften, den Europameisterschaften und den Olympischen Spielen scheiterte er jeweils in der Qualifikation, mit Weiten deutlich unter seiner Bestleistung aus 2015. 2017 verbesserte er sich bei den U23-Europameisterschaften auf 17,18 m, die bis heute seine Bestweite in der Freiluft bedeuten. Bei den Weltmeisterschaften blieb er deutlich unter dieser Weite und konnte sich nicht für das Finale qualifizieren, wodurch er am Ende auf dem 14. Platz landete.
Bei den Europameisterschaften in Berlin 2018 wurde er Vierter. Mit dem Sieg bei den Halleneuropameisterschaften in Glasgow errang er 2019 nicht nur seinen bislang größten sportlichen Erfolg, sondern stellte mit 17,29 m auch seine neue persönliche Bestweite auf. Im Sommer trat er erneut bei den U23-Europameisterschaften an. Dort konnte er seinen Titel nicht verteidigen und gewann am Ende mit 17,03 m die Silbermedaille. Bei den Weltmeisterschaften in Doha scheiterte er mit 16,65 m in der Qualifikation. Bereits 2020 schaffte er die Qualifikation für seine zweite Teilnahme an den Olympischen Sommerspielen. In Tokio trat er schließlich Anfang August 2021 in seinem ersten Dreisprungwettkampf der Freiluftsaison an und verpasste mit seinen 16,72 m den Einzug in das Finale. Im Frühjahr 2022 startete er bei den Hallenweltmeisterschaften in Belgrad, bei denen er den achten Platz belegte. Später im August trat er bei den Europameisterschaften in München an, brachte allerdings in der Qualifikation keinen gültigen Versuch zustande.
2023 trat Babayev im März bei den Halleneuropameisterschaften in Istanbul an. Im Finale belegte er den fünften Platz.
Neben seinen Titeln von internationalen Meisterschaften wurde Babyev in den Jahren 2017 und 2019 Universiade-Sieger. Er studiert an der Azerbaijan State of Physical Culture and Sports Academy in Baku.

## Wichtige Wettbewerbe
| Jahr                      | Veranstaltung                                  | Ort                       | Platz                     | Disziplin                 | Weite                     |
| Startet für Aserbaidschan | Startet für Aserbaidschan                      | Startet für Aserbaidschan | Startet für Aserbaidschan | Startet für Aserbaidschan | Startet für Aserbaidschan |
| ------------------------- | ---------------------------------------------- | ------------------------- | ------------------------- | ------------------------- | ------------------------- |
| 2013                      | Europäisches Olympisches Sommer-Jugendfestival | Utrecht                   | 1.                        | Dreisprung                | 15,53 m                   |
| 2014                      | Olympische Jugendspiele                        | Nanjing                   | 3.                        | Dreisprung                | 15,96 m                   |
| 2015                      | Halleneuropameisterschaften                    | Prag                      | 17.                       | Dreisprung                | 15,92 m                   |
| 2015                      | U20-Europameisterschaften                      | Eskilstuna                | 1.                        | Dreisprung                | 17,04 m                   |
| 2016                      | Hallenweltmeisterschaften                      | Portland                  | 8.                        | Dreisprung                | 16,43 m                   |
| 2016                      | Europameisterschaften                          | Amsterdam                 | 23.                       | Dreisprung                | 16,06 m                   |
| 2016                      | U20-Weltmeisterschaften                        | Bydgoszcz                 | 15.                       | Dreisprung                | 15,74 m                   |
| 2016                      | Olympische Spiele                              | Rio de Janeiro            | 25.                       | Dreisprung                | 16,38 m                   |
| 2017                      | U23-Europameisterschaften                      | Bydgoszcz                 | 1.                        | Dreisprung                | 17,18 m                   |
| 2017                      | Weltmeisterschaften                            | London                    | 14.                       | Dreisprung                | 16,61 m                   |
| 2018                      | Europameisterschaften                          | Berlin                    | 4.                        | Dreisprung                | 16,76 m                   |
| 2019                      | Halleneuropameisterschaften                    | Glasgow                   | 1.                        | Dreisprung                | 17,29 m                   |
| 2019                      | U23-Europameisterschaften                      | Gävle                     | 2.                        | Dreisprung                | 17,03 m                   |
| 2019                      | Weltmeisterschaften                            | Doha                      | 19.                       | Dreisprung                | 16,65 m                   |
| 2021                      | Olympische Sommerspiele                        | Tokio                     | 15.                       | Dreisprung                | 16,72 m                   |
| 2022                      | Hallenweltmeisterschaften                      | Belgrad                   | 8.                        | Dreisprung                | 16,55 m                   |
| 2022                      | Europameisterschaften                          | München                   |                           | Dreisprung                | o.g.V.                    |
| 2023                      | Halleneuropameisterschaften                    | Istanbul                  | 5.                        | Dreisprung                | 16,50 m                   |

## Persönliche Bestleistungen
- Dreisprung: 17,18 m, 16. Juli 2017 in Bydgoszcz
  - Dreisprung (Halle): 17,29 m, 3. März 2019 in Glasgow